# تشينغ كو
اف س ك 1 شينج-كوو (بالإنجليزية: AIDC F-CK-1 Ching-Kuo)‏ المعروفة بإسم مقاتلة الدفاع الوطنية، هي طائرة مقاتلة متعددة المهام سُميت على اسم تشيانج تشينج كو، الرئيس الراحل لجمهورية الصين (تايوان). قامت الطائرة بأول رحلة لها في عام 1989. دخلت الخدمة مع القوات الجوية لجمهورية الصين (تايوان) في عام 1992. تم تصنيع جميع الطائرات البالغ عددها 130 بحلول عام 1999.
بدأت تايوان برنامج طائرة شينج-كوو عندما رفضت الولايات المتحدة بيعها مقاتلات إف-20 تايجر شارك (F-20) وإف-16 فايتينج فالكون (F-16) النفاثة بعد ضغوط دبلوماسية من جمهورية الصين الشعبية. لذلك قررت تايوان تطوير مقاتلة نفاثة متطورة محلية الصنع. قامت شركة تطوير صناعة الطيران التيوانية (AIDC)، ومقرها مدينة تاي شانج، تايوان، بتصميم وبناء المقاتلة.

## التطوير

### الخلفية
بدأ سلاح الجو التيواني البحث الأولي عن بديل لمقاتلات F-5s وF-104 بمشروع المقاتلة الوطنية XF-6، الذي أُعيدت تسميته لاحقًا ين يانج (Ying Yang)، في أواخر السبعينيات، بعد أن أقامت الولايات المتحدة علاقات رسمية مع جمهورية الصين الشعبية وأنهت معاهدة الدفاع المتبادل مع تايوان. قرر الرئيس التيواني تشيانج تشينج كو (المُسماه على إسمه) توسيع صناعة الدفاع المحلية. وفي 28 أغسطس 1980، أمر شركة تطوير صناعة الطيران AIDC بتصميم طائرة اعتراض محلية الصنع.
أدى توقيع البيان المشترك بين الولايات المتحدة والصين عام 1982 إلى الحد من مبيعات الأسلحة إلى تايوان. رفضت الولايات المتحدة بيع جنرال ديناميكس F-16 Fighting Falcon وNorthrop F-20 Tigershark (التي تم تطويرها أساسًا لتلبية احتياجات الدفاع الوطني التايواني لمقاتلة نفاثة متقدمة لتحل محل مقاتلات F-5 النفاثة التيوانية الأقدم  ). على الرغم من قبول الرئيس الأمريكي رونالد ريجان على مضض اقتراح مستشاريه ببناء علاقات مع جمهورية الصين الشعبية لمواجهة الاتحاد السوفيتي، قرر ريجان موازنة ذلك ببيان الولايات المتحدة وجمهورية الصين الشعبية لعام 1982 مع " الضمانات الستة " لتايوان. هذا فتح الباب أمام نقل التكنولوجيا الأمريكية ومساعدة صناعة الدفاع التايوانية ، بما في ذلك مشروع الطائرة شينج-كوو.

### مرحلة التصميم

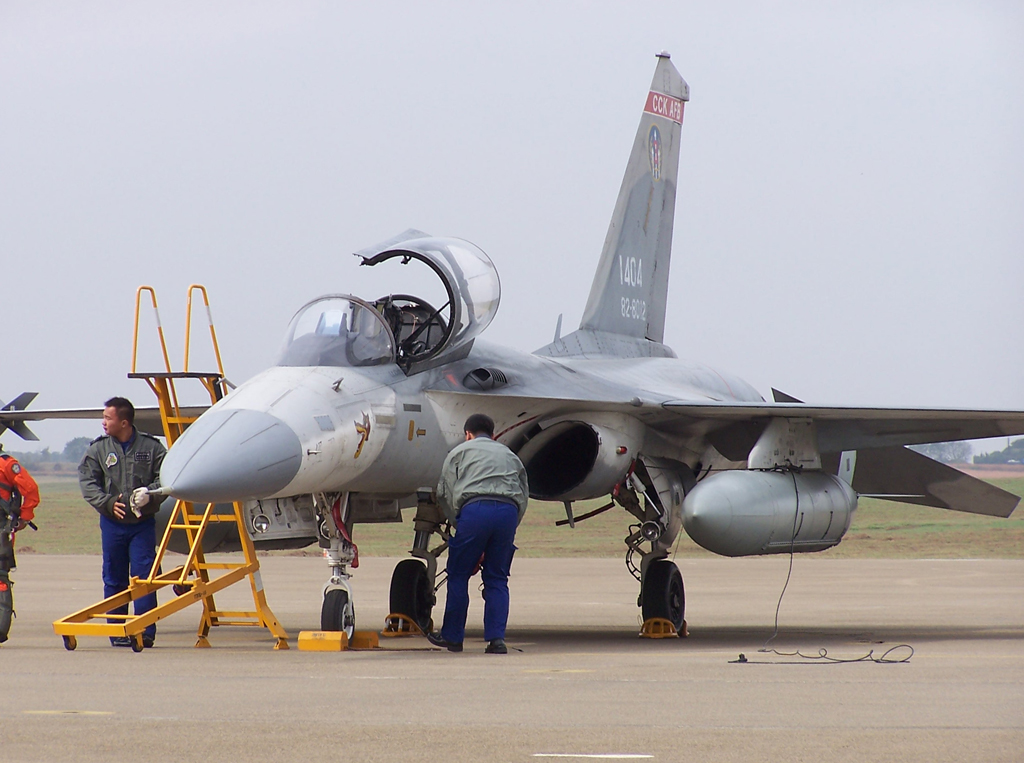
نموذج لطائرة F-CK-1A في مرحلة ما قبل الإنتاج

بدأت شركة تطوير صناعة الطيران AIDC رسميًا مشروع تطوير شينج-كوو في مايو 1982 بعد فشل القوات الجوية التيوانية في شراء مقاتلات جديدة من الولايات المتحدة نتيجة الضغط الدبلوماسي الصيني. المشروع ، بقيادة Hsi-Chun Mike Hua ، المعروف فيما بعد باسم أبو مقاتلوا الدفاع عن السكان الأصليين لتيوان، أطلق عليه اسم An Hsiang (安 翔): رحلة آمنة)  وتم تقسيمه إلى أربعة أقسام في عام 1983.
في أبريل 1997، حصل قسم التكنولوجيا التطبيقية التابع لشركة Litton الأمريكية على عقد إنتاج تبلغ قيمته الإجمالية 116.2 مليون دولار من قبل شركة تطوير صناعة الطيران من أجل تحسين أجهزة الرادار (IRWR) ليتم تثبيتها على متن المقاتلات.

#### يون هان: تطوير المحرك
لم تكن صادرات المحركات المتطورة مثل جنرال إلكتريك F404 أو برات آند ويتني F100 متاحة لتايوان واعتبر كل من المركين جنرال إلكتريك J85 وجنرال إلكتريك J79 غير مناسبين في أدائهما، ورفضت معظم شركات المحركات الأوروبية والأمريكية التعاون مع المشروع، فأصبح الاستثمار المشترك مع شركة Garrett هو الحل العملي الوحيد.

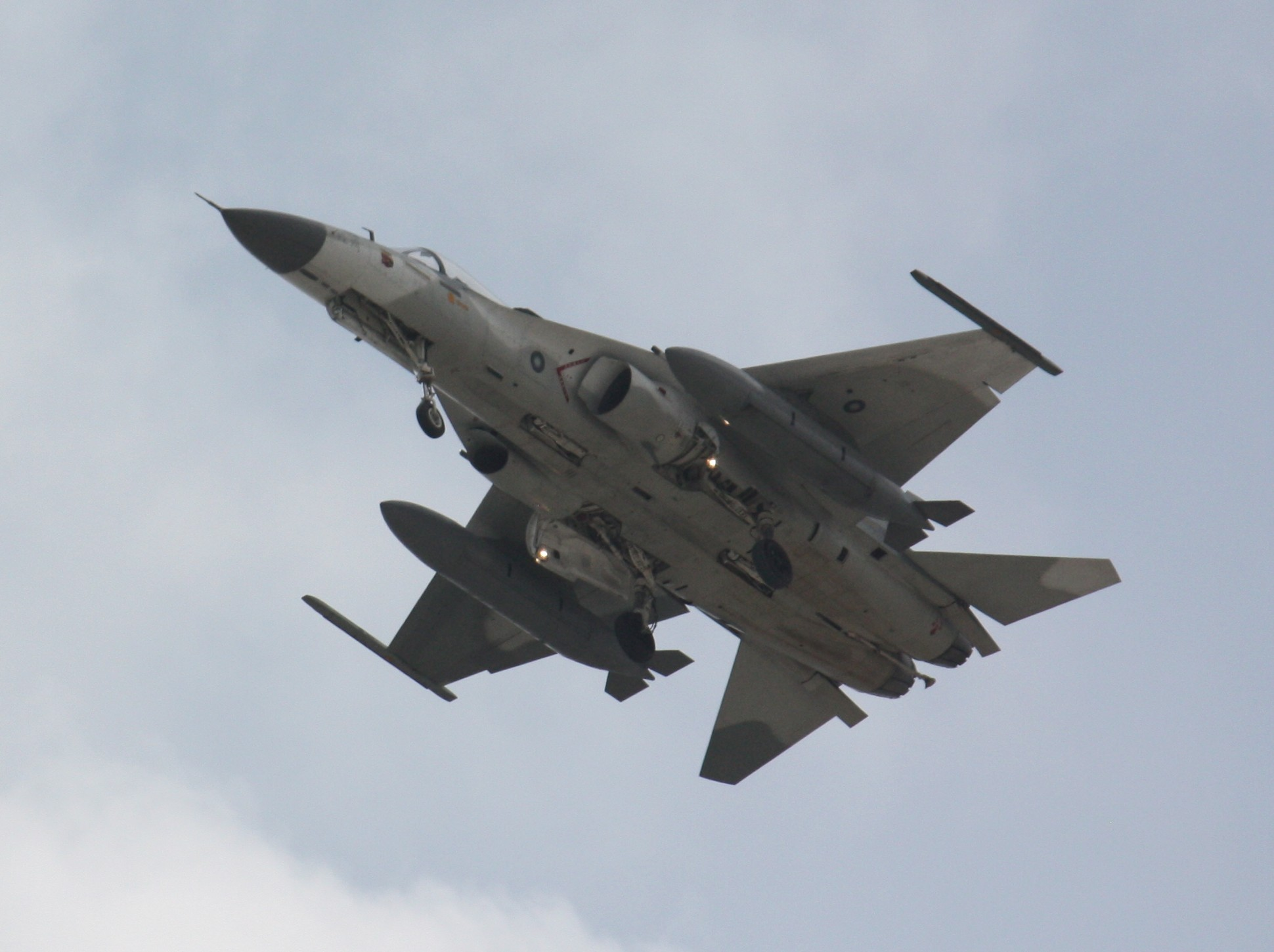
الهبوط في قاعدة تاينان الجوية

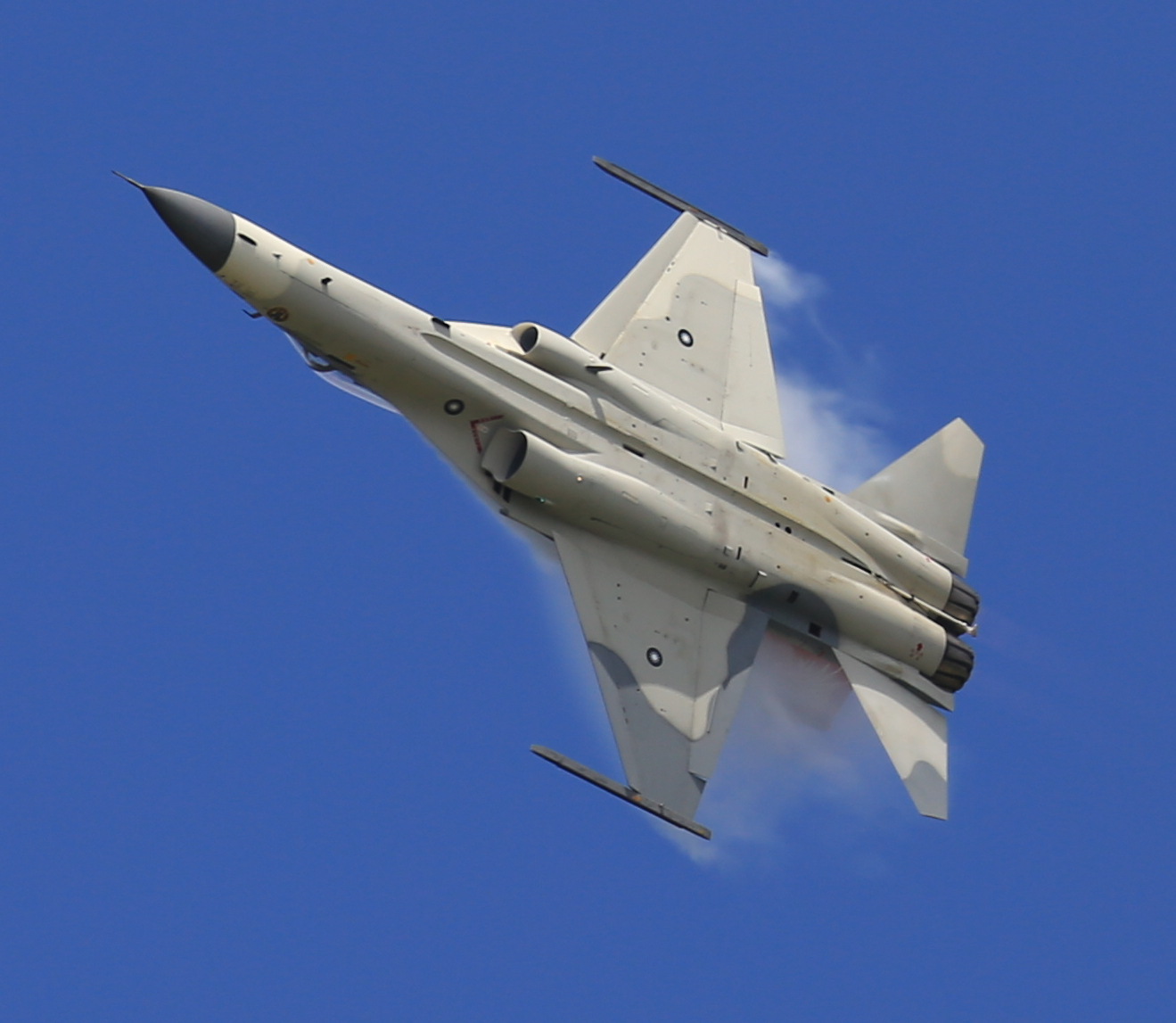
AIDC F-CK-1 تشينج كوو

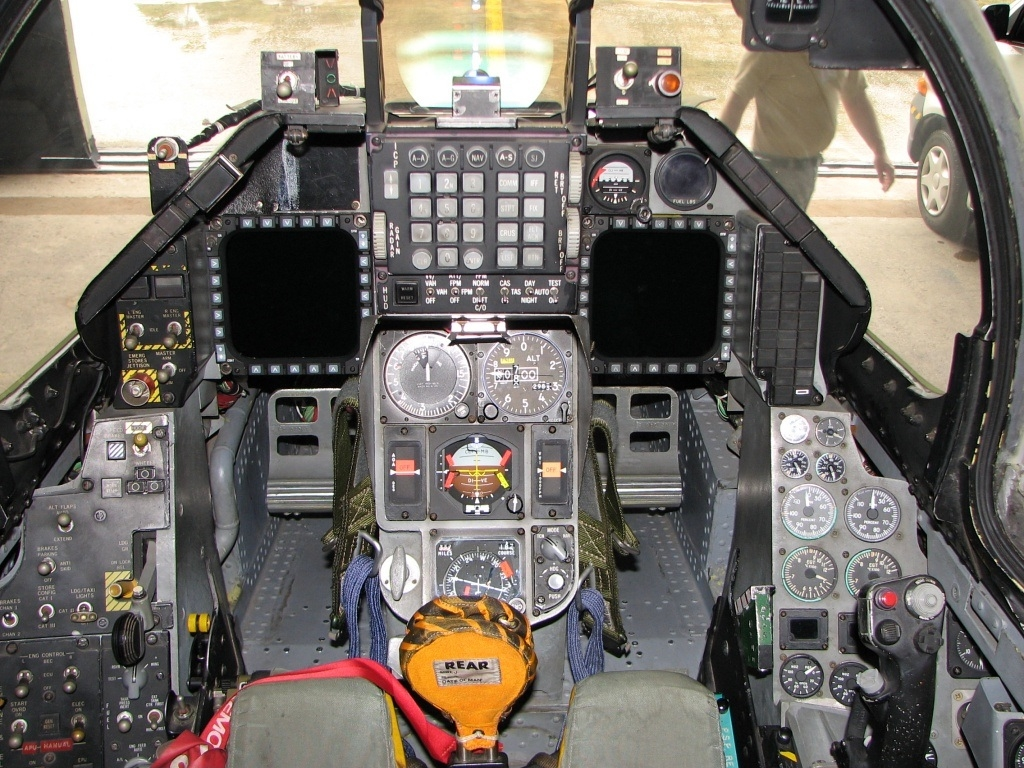
قمرة القيادة AIDC F-CK-1A

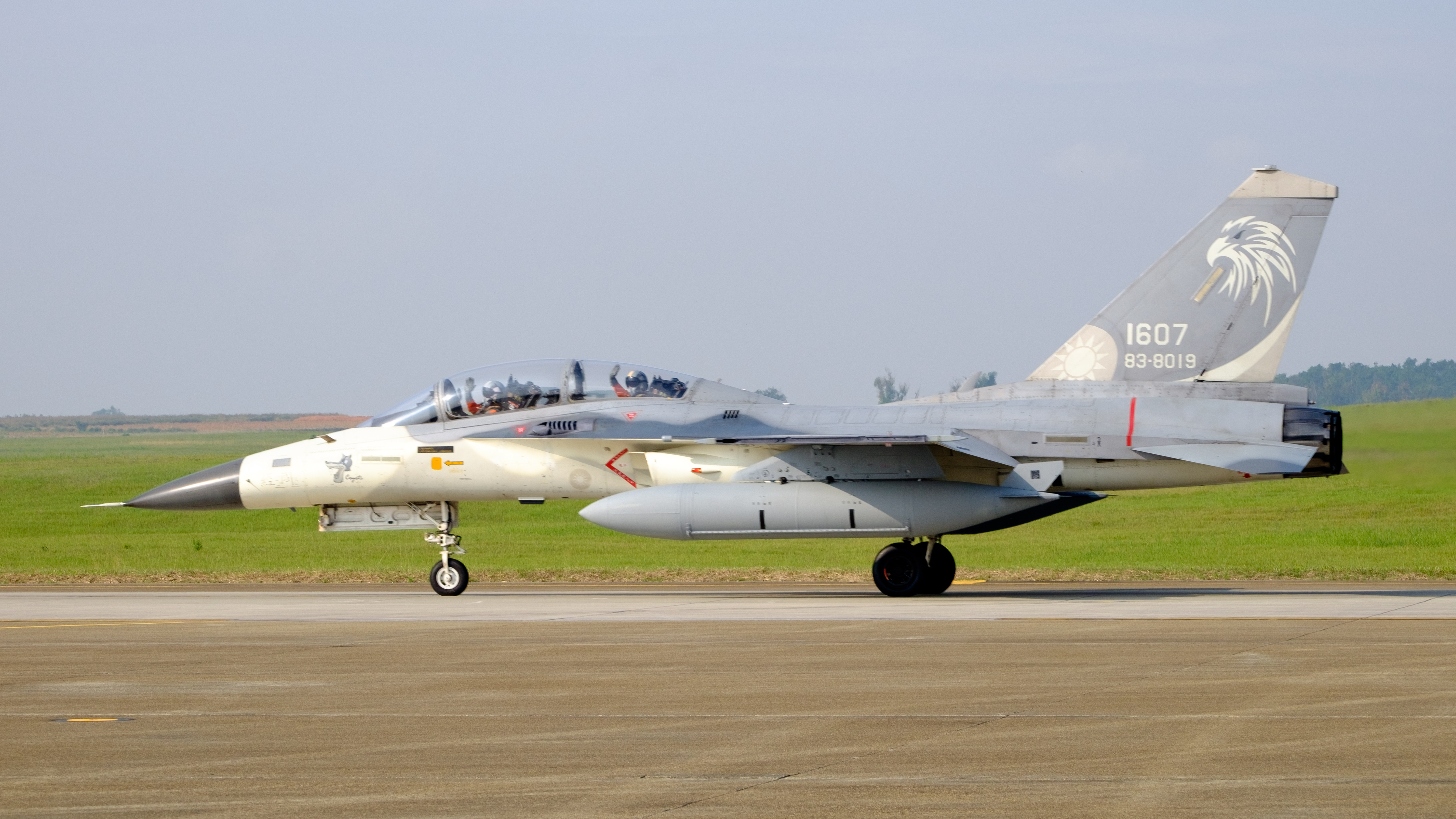
ROCAF F-CK-1B 1607 في قاعدة تشينغ تشوانغ كانغ الجوية

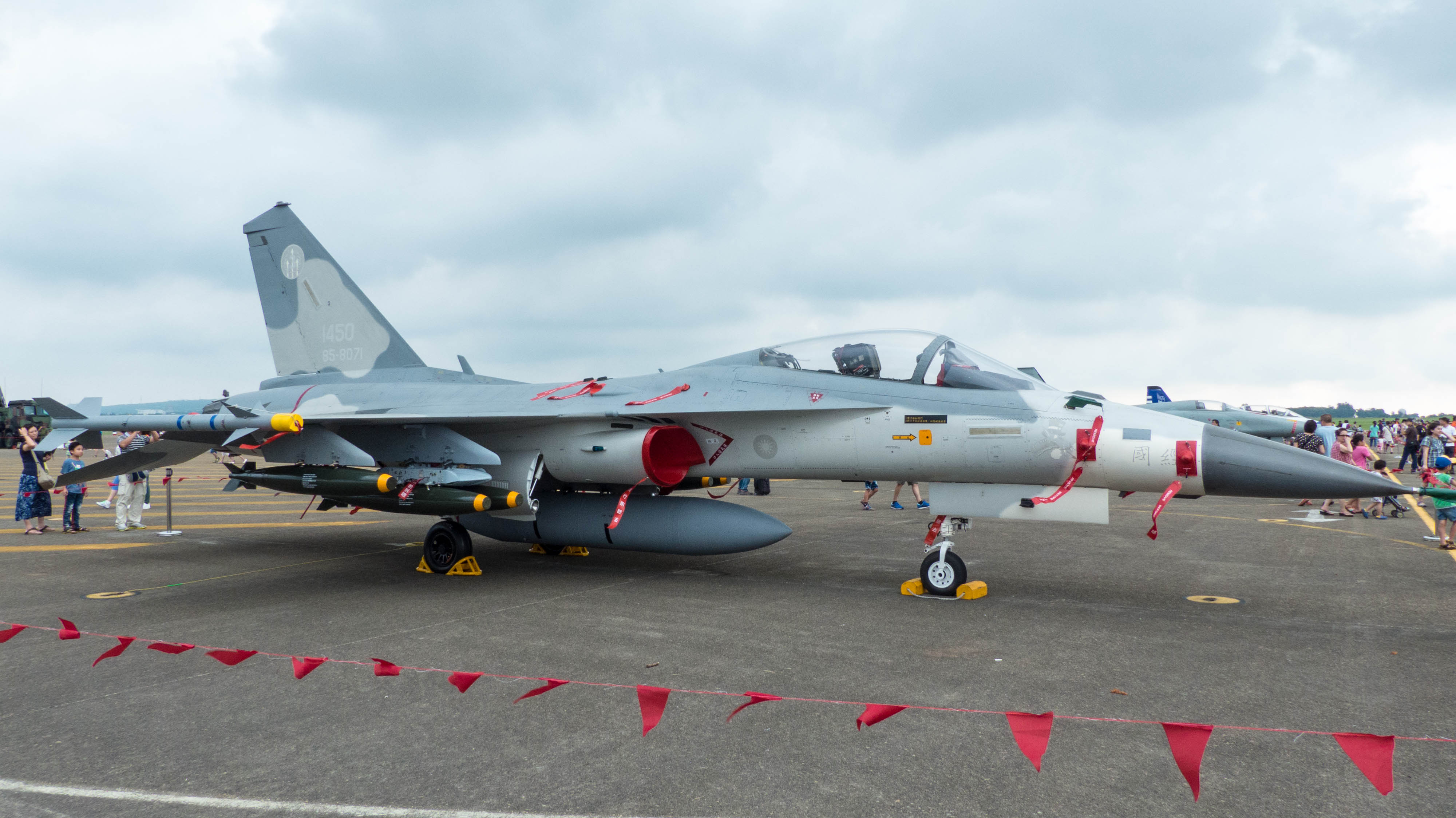
عرض F-CK-1A 1450 في ساحة Ching Chuan Kang AFB مع حمولة قنبلة

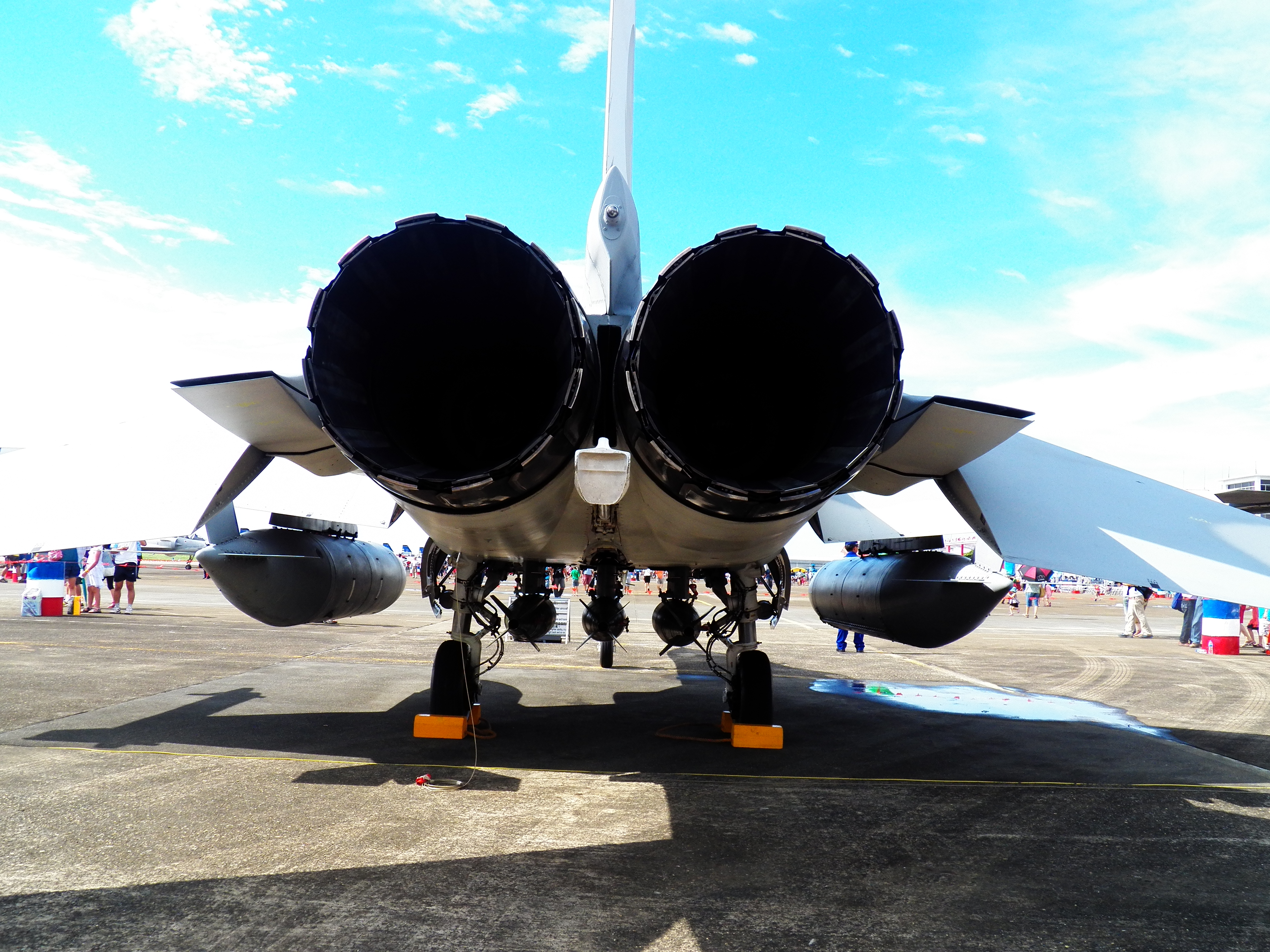
IDF F-CK-1A 1462 فوهة المخرج والأسلحة دون حمولة

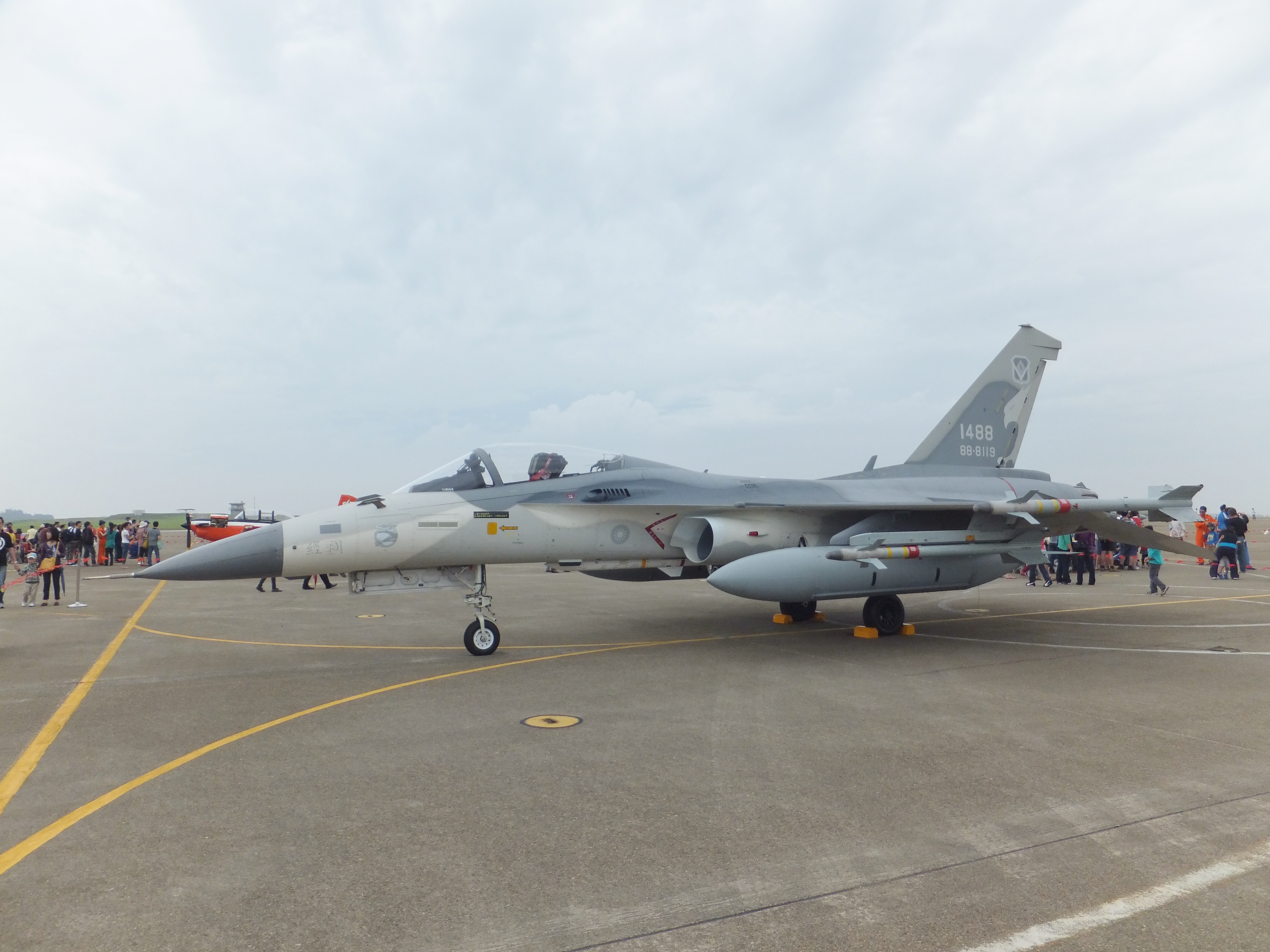
عرض IDF F-CK-1A 1488 في ساحة Ching Chuan Kang AFB مع حمولة اعتراض جوي بعيد المدى